# چاروهاسان
چاروهاسان (انگلیسی: Charuhasan؛ زادهٔ ۵ ژانویهٔ ۱۹۳۰) هنرپیشه اهل هند است.
وی در سال ۱۹۸۶ برنده جایزه ملی فیلم بهترین بازیگر مرد شده‌است.
از کارهای معروف او می‌توان به بازی در فیلم فرمانده، صلح و انقلاب، تامیژان، رفیق عزیز، نگاه سلطنتی، پسر وفادار، شاهد آتش است، شجاعت و نام من سوریا اشاره کرد.